# Brent Spiner
Brent Jay Spiner (ur. 2 lutego 1949 w Houston w Teksasie) – amerykański aktor, jego najbardziej znaną rolą była kreacja androida Daty w serialu Star Trek: Następne pokolenie oraz w kilku filmach pełnometrażowych serii Star Trek. Ponadto występował m.in. w takich filmach, jak Dzień Niepodległości czy Aviator oraz zagrał w serialu s-f Threshold.

## Życie prywatne
Obecnie mieszka w Los Angeles i wspólnie z wybranką Loree McBride wychowuje syna.

## Filmografia
- 2016: Dzień Niepodległości: Odrodzenie (Independence Day: Resurgence) jako dr Brackish Okun
- 2008: Superhero (Superhero Movie) jako dr Strom
- 2006: Dziedziczki (Material Girls) jako Tommy
- 2004: Aviator (Aviator, The) jako Robert Gross
- 2004: Jack jako Vernon
- 2004: Star Trek: Enterprise Sezon 4 odcinek 4 jako dr Arik Soong
- 2003: Niespodziewana miłość (Unexpected Love, An) jako Brad
- 2002: Star Trek: Nemesis jako Data
- 2002: Mistrz kamuflażu (Master of Disguise, The) jako Devlin Bowman
- 2001: Sam (I Am Sam) jako sprzedawca butów
- 2001: Dating Service
- 2001: Szczodre serce (Ponder Heart, The) jako Dorris Grabney
- 2001: Ask Me No Questions
- 2000: Stary, gdzie moja bryka? (Dude, Where’s My Car?) jako Pierre
- 2000: Geppetto jako Stromboli
- 1999: Wschodząca gwiazda (Introducing Dorothy Dandridge) jako Earl Mills
- 1998: Star Trek: Rebelia (Star Trek: Insurrection) jako Data
- 1997: Morska przygoda (Out to Sea) jako Gil Godwyn
- 1996: Star Trek: Pierwszy kontakt (Star Trek: First Contact) jako Data
- 1996: Fenomen (Phenomenon) jako dr Bob Niedorf
- 1996: Dzień Niepodległości (Independence Day) jako dr Brackish Okun
- 1996: Gruszki na wierzbie (Pie in the Sky) jako człowiek z klasy wyższej
- 1995: Gruba ryba (Kingfish: A Story of Huey P. Long) (niewymieniony w czołówce)
- 1987–1994: Star Trek: Pokolenia (Star Trek: Generations) jako komandor Data
- 1994: Corrina, Corrina jako Brent Witherspoon
- 1993: Gottschalk Late Night jako on sam (1995) (gościnnie)
- 1991: Szalone serce (Crazy from the Heart) (niewymieniony w czołówce)
- 1989: Shocker jako Gość w talkshow (niewymieniony w czołówce)
- 1989: Miss fajerwerków (Miss Firecracker) jako Kaznodzieja
- 1989: What’s Alan Watching? jako Brentwood Carter
- 1987: Family Sins jako Ken McMahon
- 1986: Polowanie na Claude’a Dallasa (Manhunt for Claude Dallas) jako Jim Stevens
- 1986: Sunday in the Park with George jako Franz / Dennis
- 1985: Crime of Innocence jako Hinnerman
- 1984: Rent Control jako Leonard Junger
- 1981: Ladies and Gentlemen, the Fabulous Stains jako szef Corinne Burns (niewymieniony w czołówce)
- 1980: Wspomnienia z gwiezdnego pyłu (Stardust Memories) jako Fan w holu
- 1974: Permis de conduire, Le jako on sam (2002) (gościnnie)
- 1970: My Sweet Charlie (niewymieniony w czołówce)

### Głosy
- 1999: Miasteczko South Park (South Park: Bigger, Longer & Uncut) jako Conan O’Brien (głos)

### Jako on sam
- 2011: The Big Bang Theory (sezon 5, odcinek 05: „The Russian Rocket Reaction”)
- 2006: Comedy Central Roast of William Shatner (niewymieniony w czołówce)
- 2006: Cast of Characters: The Making of 'Material Girls'
- 2003: Identity Crisis: The Making of a Master
- 2001: My Favorite Broadway: The Love Songs
- 1997: Trekkies
- 1994: Journey's End: The Saga of Star Trek – The Next Generation

### Materiały archiwalne
- 1999: Ultimate Trek: Star Trek's Greatest Moments (zdjęcia)

### Seriale
- 2020: Star Trek: Picard (Picard)
- 2005: Threshold (Threshold) jako Nigel Fenway
- 2001–2005: Star Trek: Enterprise (Enterprise) jako Arik Soong (2004) (gościnnie)
- 2001: Prawo i porządek: Zbrodniczy Zamiar (Law & Order: Criminal Intent) jako Graham Barnes (2004) (gościnnie)
- 2001: Jak to dziewczyny (Girl Thing, A) jako Bob
- 1995–2002: Po tamtej stronie (Outer Limits, The) jako profesor Davis (1996) (gościnnie)
- 1995: Deadly Games jako Danny Schlecht / Figlarz
- 1994–2004: Przyjaciele (Friends) jako Campbell (gościnnie)
- 1993–2004: Frasier jako Albert (2003) (gościnnie)
- 1992–1999: Szaleję za tobą (Mad About You) jako Bob, Psi Agent (1995) (gościnnie)
- 1990–1996: Życie jak sen (Dream On) jako dr Strongwater (gościnnie)
- 1987–1994: Star Trek: Następne pokolenie (Star Trek: The Next Generation) jako Data
- 1985–1989: Strefa mroku (Twilight Zone, The) jako Unikający poboru (1986) (gościnnie)
- 1985: Robert Kennedy i jego czasy (Robert Kennedy & His Times) jako Allard Lowenstein
- 1984–1992: Night Court jako Bob Wheeler (1985) (gościnnie)
- 1984–1991: Detektyw Hunter (Hunter) jako Vaughn (1986) (gościnnie)
- 1984–1988: Opowieści z ciemnej strony (Tales from the Darkside) jako Kaznodzieja (1984) (gościnnie)
- 1983–1990: Mama’s Family jako Billy Bob Conroy (1986) (gościnnie)
- 1982–1993: Zdrówko (Cheers) jako Bill Grand (1987) (gościnnie)
- 1981–1987: Posterunek przy Hill Street (Hill Street Blues) jako Larry Stein (1985) (gościnnie)
- 1978: Dain Curse, The jako Tom Fink

#### Głosy
- 1994–1996: Gargoyles jako Puck (głos)

#### We własnej osobie
- 2004–2006: Joey (gościnnie)

## Powieść
- Non Fiction: A Mem-Noir (2022)